# Молодильні яблука (мультфільм)
Молодільні яблука — мальований мультфільм 1974 року, який створив режисер Іван Аксенчук за мотивами російської народної казки.

## Сюжет
Старий селянин посилає трьох своїх синів знайти йому молодильне яблуко з умовою, що той, хто виконає доручення, успадкує будинок та землю-матінку. Три брати добираються до роздоріжжя трьох доріг і знаходять камінь з написом: «Хто поїде від цього каменя прямо, буде голодний і холодний. Хто праворуч поїде, живий і здоровий, а коня втратить. А хто ліворуч поїде, честь та славу знайде, а сам убитий буде». Старші брати, не дорожачи конями, їдуть праворуч і потрапляють у шинок, де п'ють і грають весь відведений на пошуки час.
Молодший син Іван вирішує, що «за батька і голову скласти не страшно», і вирушає ліворуч. Він зустрічає Сірого Вовка, який стає його другом та помічником. Іван добирається на Вовку до палацу Царя-войовника, хазяїна саду з молодильними яблуками. Той вимагає в обмін на яблуко Золотогривого коня, що зберігається у Кащея Безсмертного. Кащій погоджується віддати коня за красуню Синьоочку. Вовк допомагає добути Синьоочку, обводить навколо пальця і Кащея, і злого царя.
Іван повертається в рідні краї на чудовому коні, з нареченою і з яблуком для батюшки, але його підстерігають брати, що програлися до нитки, забивають палицями і крадуть яблуко, поспішаючи відзначитися перед батьком. Синьоочка своїм щирим поцілунком повертає нареченого до життя. Іван приїжджає додому та виводить ошуканців на чисту воду. Йому, як найчеснішому, і дістається батьківська земля.

## Творці
- Автор сценарію: Альберт Сажин
- Режисер: Іван Аксенчук
- Художники-постановники: Станіслав Соколов, Валентин Лалаянц
- Композитор: Юрій Саульський
- Оператор: Борис Котов
- Звукооператор: Георгій Мартинюк
- Художники-мультиплікатори: Віктор Шевков, Лев Рябінін, Юрій Кузюрін, Лалаянц, Валентин Георгійович Валентин Лалаянц, Букін, Олексій Петрович Олексій Букін, Микола Федоров, Анатолій Абаренов, Людмила Крилова, Леонід Каюков,
Олександр Давидов
- Помічник режисера: Зоя Плеханова
- Асистент художника: Олена Пророкова
- Монтажер: Маргарита Міхєєва
- Редактор: Петро Фролов
- Директор картини: Федір Іванов

## Ролі озвучували
- Гаррі Бардін — Іван
- Борис Андрєєв — Батько
- Анатолій Папанов — Вовк / старший та середній брати
- Олексій Грибов — Воїн (у титрах не вказано)
- Георгій Мілляр — Кощій Безсмертний
- Юлія Бугаєва — Синьоочка.
- Ельвіра Бруновська — чарівний птах

## Видання на відео
- На початку 1990-х років в СРСР і Росії мультфільм випущений на VHS кінооб'єднанням «Великий план» у збірниках мультфільмів «Летючий корабель», «У деякому царстві…» і «Червона квіточка».
- У 2002 році перевипущений на VHS студією «Союз відео» у збірнику мультфільмів «Російські казки». У тому ж році мультфільм випускався на DVD тим самим виданням в однойменному збірнику.
- Відреставрована версія мультфільму випущена на DVD виданням «Великий план» у збірнику мультфільмів «Російські народні казки» Випуск 1.[3]

## Про мультфільм
Аксенчук ніколи не уникав новаторських рішень. На «Молодильних яблуках» схвалював спроби С. М. Соколова та В. Г. Лалаянця підійти до фольклорного матеріалу по-новому, уникнути «диснеївського» або «білібінського» стилю.

Особливо багато експериментів було здійснено на «Молодильних яблуках». Художник-постановник С. М. Соколов та оператор Б. С. Котов запропонували безліч цікавих прийомів — світлових, операторських. Для худради були проведені пробні зйомки. Один характерний приклад — мерехтіння птаха Сиріна. Фігура птаха, намальована білим контуром на целулоїді, була розфарбована із збереженням прозорості матеріалу — так, щоб целулоїдний лист перетворився на подобу вітража. Знизу до целулоїду приклеювали вирізаний силует компонування зім'яту фольгу. Коли все це потрапляло під софіти мультстанка, фольга відбивала світло крізь целулоїд, і Сирін спалахував безліччю кольорових іскор. Цей ефект досягався без застосування традиційних операторських прийомів: опіків, оптичних друків та іншого.
— Георгий Бородин. «К 90-летию Ивана Аксенчука»